# Engenharia de som e imagem
A engenharia de som e imagem está, diretamente, ligada à área do audiovisual, a qual lida com a combinação entre o som e a imagem, como forma de comunicação aliada ao conhecimento técnico e cientifico, com a aplicação de componentes visuais e sonoros sincronizados, tendo como finalidade a criação de um produto audiovisual (artístico, cultural, educativo, técnico, informativo, publicitário, etc.), através da manipulação de diversos softwares exclusivos, que permitem exibir e projetar a obra final, por meio de tecnologias específicas.

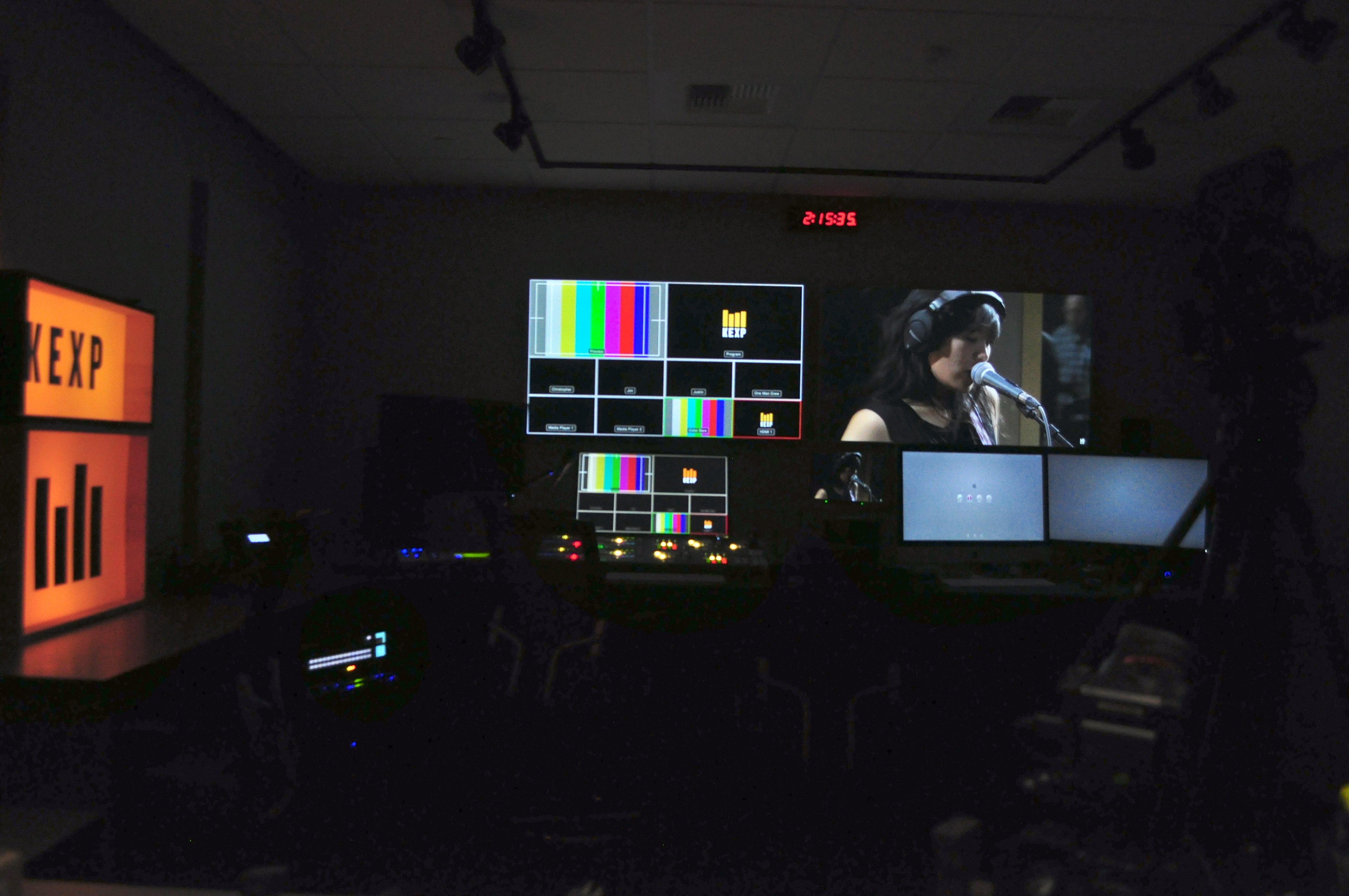
Sala de edição de som e imagem

## Área científica
A área do som e imagem, está inserida nas Ciências Humanas e nas Artes e Humanidades, dado que, se estuda, se desenvolve e se aplica a acústica combinada com a representação visual, aliada à criatividade humana, objetiva, subjetiva e abstrata, harmonizando-se com as Artes Visuais e as tecnologias, criando um elo muito forte entre a arte e a ciência.
Os conhecimentos técnicos, artísticos e culturais da engenharia do som e imagem, permitem explanar a criação artística e desenvolvimento no campo do cinema, (ficção, documentário, experimental), da animação, das artes digitais, instalações e performances interativas; a criação artística e desenvolvimento tecnológico nos campos do design de interfaces, aplicações móveis e páginas web, vídeo mapping, grafismo e efeitos visuais; a coordenação e desenvolvimento de projetos audiovisuais e projetos de som para televisão, cinema ou animação, a gravação de projetos musicais em estúdio e a captação, tratamento e edição de imagem e vídeo.
Transversalmente, este ramo da engenharia, pelo seu carácter multifuncional, assenta, essencialmente, nos seus aspetos estruturais, organizacionais, pedagógicos e humanos, os quais exigem técnicas e ferramentas especiais. 
Em suma, som e imagem, é uma área que se caracteriza pela sua versatilidade e polivalência tecnológica e artística onde se aplica a produção do áudio, a produção de vídeo e a produção multimédia, que se articula nas esferas da animação, da arte multimédia, do cinema e audiovisual e do design de som.